# Гусаны

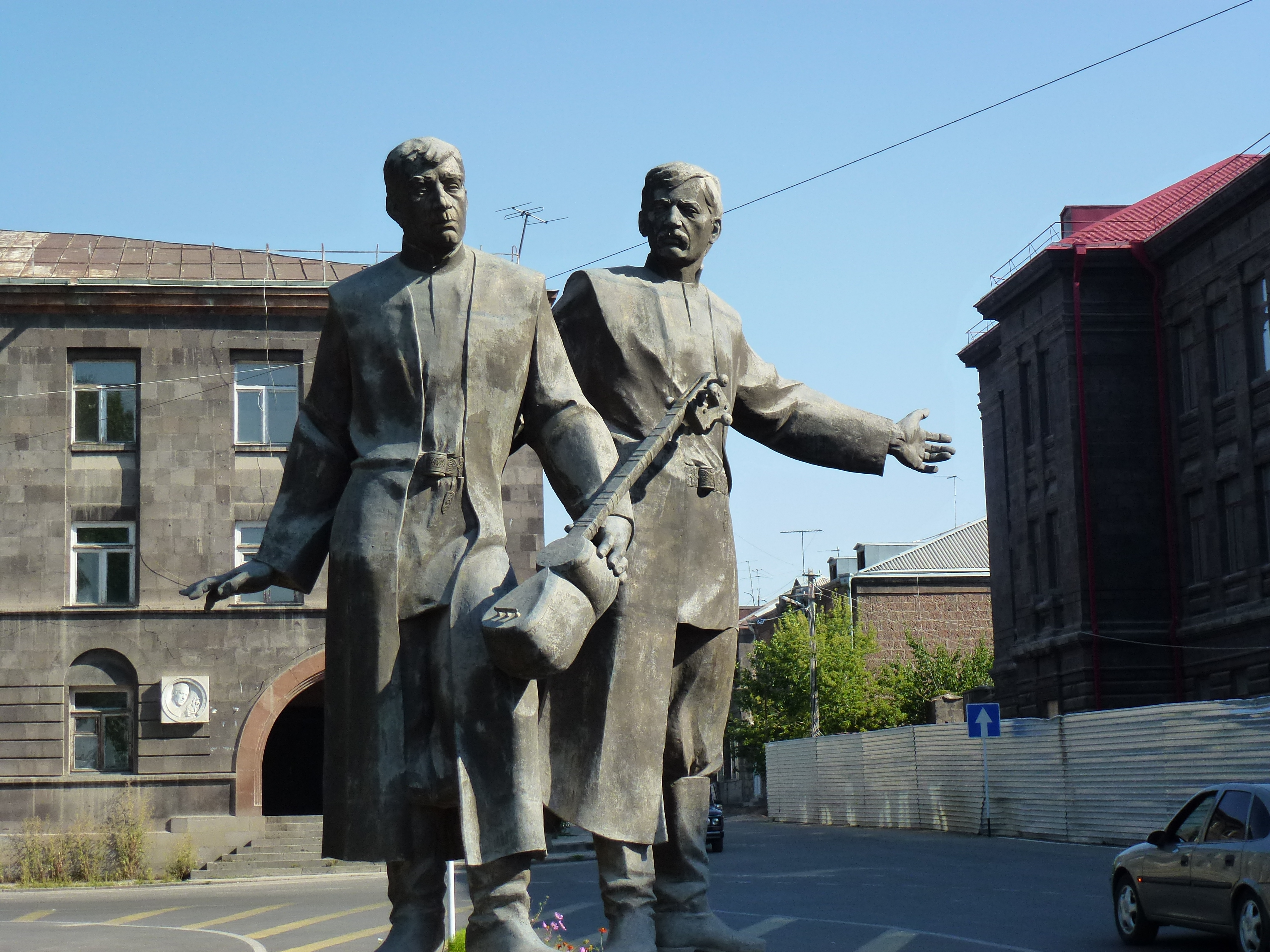
Статуя двух гусанов в Гюмри, изображающая Шерама и Дживани

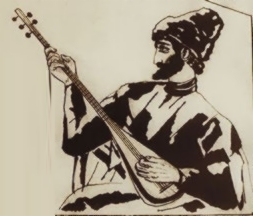
Ашуг

Гуса́н (арм. գուսան (gusan), перс. گوسان‎ (gôsân), груз. მგოსანი (mgosani) — от парф. 𐫃𐫇𐫘𐫀𐫗  (gōsān)«менестрель») —народные певцы, рапсоды, которые одновременно были мимами и актёрами в Армении, Грузии, Парфии, Сасанидской империи.

## Этимология
По мнению Мери Бойс армянское название — гусан — происходит от парфянского gōsān (парф. 𐫃𐫇𐫘𐫀𐫗), которое из парфянского перешло в среднеперсидский в форме kōsān, а из него в армянский язык. Согласно Рачье Ачаряну, возникшее в армянском языке слово говасан (арм. գովասան) было заимствовано древними персами, где в соответствие с правилами транслитерации персидского языка оно видоизменилось. После чего на определённом этапе исторической эволюции, в результате обратного заимствования, слово возвращается в армянский язык уже в персидской форме гусан.

## Гусаны в Армении
Происхождение религиозных и светских песен и их инструментальное сопровождение происходит в незапамятные времена. Песни возникают из различных выражений армянского народного искусства, таких как ритуалы, религиозные обряды и мифологические представления в виде музыки, поэзии, танца и театральности. Исполнители этих форм выражения, постепенно оттачивая свое мастерство и развивая теоретические аспекты, создали целую исполнительскую традицию. В древности в Армении существовали «випасаны» (рассказчики), которые появившись в первом тысячелетия до н. э., подняли искусство светской песни и музыки на новый уровень. С появлением в VI век до н. э. популярной музыкально-поэтической формы, происходит расцвет искусства випасанов. С течением времени последних сменили «говасаны», ставшие позже известными как «гусаны». Искусство последних является одним из важнейших проявлений средневековой армянской культуры, которое оставило неизгладимые следы в сознании и духовной жизни людей. Гусаны, культивируя эту конкретную форму искусства, создали монументальные произведения как в лирическом, так и в эпическом жанрах, обогатив таким образом как национальное, так и международное культурное наследие (такими примерами является героическая эпопея «Давид Сасунци» и серия лирических стихов — айренов).
В древней Армении существовало три вида высокоразвитого профессионального театрального искусства:
1. трагедийный театр дзайнарку-гусанов («возвещающих о смерти»), или вохбергаков;
2. комедийный театр катакагусанов, или катакергаков;
3. фарсово-буффонный театр гусанов-мимосов.

О гусанских песнях имеются сведения уже в древнейших армянских литературных памятниках: у историков V века Агафангела, Фавстоса Бузанда, Мовсеса Хоренаци, Егише и других. Гусаны пели песни в сопровождении музыкальных инструментов преимущественно на пирах, свадьбах, похоронах. Исполняли также песни скитальцев-бездомных («гариби»), эпические песни, мифические сказания и др. Христианская церковь преследовала гусанов, так как они пели о земной любви, о подвигах народных героев, высмеивали церковные порядки и обряды. В VII веке жил гусан Саргис. С XV века гусанов сменили ашуги.
Гусаны носили длинные волосы зачесанными кверху в виде конуса так, чтобы прическа напоминала «хвост» кометы. Эту прическу поддерживал подложенный под неё «гисакал», который был прообразом «онкоса» — треугольника, подкладываемого под парик античных трагиков.
Культ умирающего и возрождающегося Адониса-Таммуза (и, вероятно, его аналога Гисанэ) имеет два начала: трагедийное и комедийное. Если первая часть празднеств сопровождалась плачем и воплями и тем, что древние армяне называли «вохбергутюн» (то есть «воплепение»), то вторая часть празднеств сопровождалась смехом и шуткой и тем, что армяне называли «катакергутюн» («шуточно-веселое пение»).

## Госаны в Парфии и Сасанидском Иране

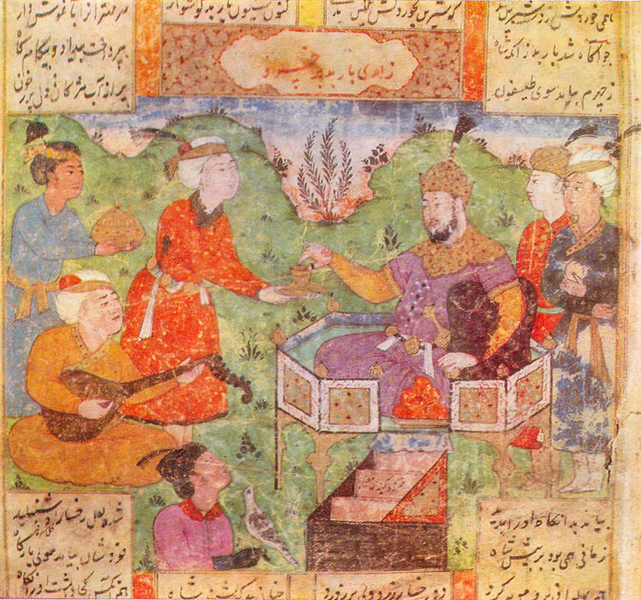
Барбад исполняет перед Хосровом II

Музыка и поэзия составляли существенную часть парфянской культуры. Стихосложение, видимо, служило важным показателем принадлежности к светскому обществу древней Парфии. Из источников неизвестно, каким образом обучались парфянские госаны, но преобладание наследственной передачи профессий в Древнем Иране делает вероятным семейное обучение и передачу знаний от отцов детям. Представляется возможным, что каждый феодальный род имел своих родовых госанов-менестрелей, знавших историю и традиции рода и воспевавших их в своих произведениях.
Репертуар и жанр стихов и произведений госанов был разнообразен: лирика, элегия, сатира, повествования и др. Именно госаны в своих произведениях, дополнив сказания Авесты, которая принималась за собственно историю самих парфян, украсив их эпическими и героическими элементами, передавали древную историю парфян из поколения в поколение.
Госаны пользовались большим привилегиями и авторитетом в древнеиранском обществе, без них не обходилось ни одно значимое мероприятие.
Искусство и ремесло госанов достигло высокого развития также в эпоху Сасанидов. Одним из самых известных госанов (поэтов-менестрелей) Сасанидской эпохи был Барбад.
Есть данные, что именно парфяне придали иранскому эпосу форму, в которой он был записан при Сасанидах и дошёл до Фирдоуси. Парфянское влияние оставило чёткие следы в некоторых аспектах армянской культуры. Так, гусаны упоминаемые армянскими авторами, являются точным повторением госан парфянских. Мэри Бойс считает, что парфянское культурное влияние было столь сильным в регионе, и в частности в Армении, что вероятно, парфянские госаны оказали влияние на армянское искусство, а также на его название.